# San Michele aveva un gallo
San Michele aveva un gallo és una pel·lícula italiana del 1972 escrita i dirigida pels germans Taviani, basada en la història Bejeskoie i txelovetxeskoie de Lev Tolstoi.
La pel·lícula és «un apòleg fascinant del conflicte polític-existencial entre el socialisme utòpic i el socialisme científic, entre dues maneres d'entendre la revolució, l'anarquista i la marxista".
Es va presentar al Fòrum del Festival Internacional de Cinema de Berlín, a la Quinzena de Cineastes del 25è Festival Internacional de Cinema de Canes i a les Giornate di Cinema de la Mostra Internacional de Cinema de Venècia.

## Argument
El 1870 l'anarquista internacionalista Giulio Manieri lidera un grup de camarades en un intent revolucionari poc realista a una petita ciutat d'Úmbria, Città della Pieve, que acaba en un fracàs inevitable que li costa la condemna a mort.
Tanmateix, la seva condemna es commuta per cadena perpètua i Manieri passa els interminables dies d'aïllament protagonitzant debats polítics amb ell mateix, aconseguint així sobreviure a l'aïllament però relliscant progressivament cap a la bogeria mental.
Després de deu anys de presó, es decideix traslladar-lo a una altra presó. Durant el viatge en vaixell cap a la nova ubicació, a la llacuna de Venècia, es troba amb un altre vaixell que porta un grup de joves subversius al mateix destí. Convençut de trobar-hi un sentiment comú i de poder reprendre plegats aquell debat que durant anys ha continuat en solitari, descobreix, en canvi, que el seu idealisme utòpic i els seus mètodes de lluita no són compartits en absolut, sinó més aviat desautoritzats si no burlats per la nova generació de rebels, animada per una estratègia política radicalment diferent, menys onírica i més concreta, basada en l'anàlisi científica de la realitat, i convençuda que no poden presenciar en primera persona els grans canvis sinó que poden treballar pel futur.
Profundament decebut per aquesta comparació, sent-se ara inútil i obsolet per la història, es deixa caure a l'aigua per ofegar-se.
- Giulio Brogi: Giulio Manieri
- Daniele Dublino: el carceller
- Renato Cestiè
- Vito Cipolla
- Virginia Ciuffini: Virginia
- Marcello Di Martire
- Vittorio Fanfoni
- Francesco Sanvilli
- Giuseppe Scarcella
- Renato Scarpa
- Sergio Serafini

## Producció
La pel·lícula va tenir una història complicada de producció i distribució. Produïda el 1972 amb un pressupost molt reduït, es va estrenar als cinemes italians només quatre anys més tard.
Els Tavianis es van inspirar en la història Bejeskoie i txelovetxeskoie de Tolstoi en la qual es descrivia la història de dos revolucionaris populistes, el primer (Svetlogùb) llegeix lEvangeli per casualitat, renuncia a la violència i viu els darrers dies abans de l'execució sota la influència de les benaurances, l'altre (Mejenetski) es manté fidel a les seves idees revolucionàries, però es mata perquè és incapaç de suportar el ridícul de la nova generació de revolucionaris marxistes que el consideren un patètic subversiu i condemnat a la derrota. A la pel·lícula dels Tavianis només es representa gairebé fidelment la història de Meženetskij.
És la tercera de les quatre pel·lícules de Taviani protagonitzades per Giulio Brogi, després de I sovversivi (1967) i Sotto il segno dello scorpione (1969) i abans de Il prato (1979).

## Critica
Pel Dizionario Morandini és «una de les pel·lícules més equilibrades i harmonioses» i segons el Dizionario Mereghetti «una de les pel·lícules més sentides i reeixides» dels germans Taviani, que van poder superar els límits de producció concentrant tota la pel·lícula en el protagonista, un molt bon Brogi.